# Sistema Monetario Europeo
El Sistema Monetario Europeo (SME) fue un sistema que aspiraba a facilitar la cooperación financiera y la estabilidad monetaria en la Comunidad Económica Europea (CEE). Entró en vigor el 13 de marzo de 1979 como respuesta a los desequilibrios en las economías europeas causados por el colapso de los acuerdos de Bretton Woods entre 1971 y 1973 y la crisis del petróleo de 1973, que desencadenaron fluctuaciones de los tipos de cambio de las monedas europeas. Su objetivo era triple: conseguir la estabilidad económica, superar las repercusiones de la interdependencia de las economías de la CEE y ayudar al proceso a largo plazo de la integración monetaria europea.

## Funcionamiento
Más concretamente, el SME era un acuerdo multilateral de tipo de cambio ajustable en el que la mayoría de las naciones de la CEE (todas excepto el Reino Unido) vinculaban sus monedas para evitar grandes fluctuaciones en el valor relativo. Se inició como un acuerdo entre los Estados miembros de la CEE para fomentar la cooperación en política monetaria entre sus bancos centrales con el fin de gestionar los tipos de cambio intercomunitarios y financiar intervenciones en el mercado cambiario.
El SME funcionó ajustando los tipos de cambio nominales y reales, estableciendo así una cooperación monetaria más estrecha y creando una zona de estabilidad monetaria. Como parte del SME, la CEE estableció el primer Mecanismo Europeo de Tipos de Cambio (MTC) que calculaba los tipos de cambio para cada moneda y una Unidad Monetaria Europea (ECU): una unidad monetaria contable que era un promedio ponderado de las monedas de los Estados participantes. El MTC permitió que los tipos de cambio fluctuaran dentro de márgenes fijos, permitiendo cierta variación al tiempo que limitaba los riesgos económicos y mantenía la liquidez.

## Antecedentes

### El Plan Barre
En la década de los sesenta, dentro del proceso de integración europea, surgió la idea de crear una moneda común. Sin embargo, ni los tratados vigentes incluían tal posibilidad ni el sistema monetario internacional lo demandaba, ya que hasta ese momento había funcionado bien con un régimen de paridades fijas estable.
Debido a las tensiones del sistema monetario, la Comisión Europea presentó en 1969 el Plan Barre, cuyo principal objetivo era avanzar en el proyecto de una moneda única.
Siguiendo este plan, los jefes de Estado o de Gobierno de la Comunidad Económica Europea (CEE) invitaron al Consejo de Ministros a desarrollar una estrategia para la creación de una unión económica y monetaria.

### El Informe Werner
El resultado de los trabajos del Consejo de Ministros fue el denominado Informe Werner, que se publicó en 1970 y que proponía la creación de una unión económica y monetaria en varias fases mediante un proceso que debía comenzar en 1980.
Este proyecto no se materializó por la considerable inestabilidad de los mercados internacionales de divisas, el colapso del sistema monetario internacional y la recesión mundial que siguió a la primera crisis del petróleo de 1973.

### La Serpiente Monetaria Europea
En 1972, los países pertenecientes a la Comunidad Económica Europea (CEE), conscientes de los problemas que generaban a un mercado común los tipos de cambio totalmente flexibles, crearon la llamada Serpiente Monetaria Europea, para mantener la estabilidad en las cotizaciones cruzadas de sus monedas.
Sus resultados no fueron alentadores: los desequilibrios en las economías europeas causaron numerosas devaluaciones y revaluaciones, así como diversas salidas y entradas del mecanismo de estabilidad cambiaria.
La Serpiente Monetaria Europea, concebida inicialmente como un acuerdo de ámbito comunitario, se vio reducida a un área de estabilidad en torno al marco alemán, integrada por algunos países de dentro y fuera de la CEE.

## El SME
Para contrarrestar la inestabilidad y volatilidad de los tipos de cambio, los miembros de la CEE crearon en marzo de 1979 el Sistema Monetario Europeo (SME), con la participación de las monedas de todos los Estados miembros, salvo la libra esterlina.
El SME nace con tres elementos específicos:
Una moneda de referencia, el ecu, que se constituyó como divisa cuyo valor se calculaba efectuando la media ponderada de las monedas del SME.
Unos tipos de cambio estables, aunque ajustables, definidos en relación con el ecu. Las monedas se controlaban por medio de un mecanismo de tipos de cambio y podían fluctuar dentro de una banda del +/- 2,25% respecto de los tipos de cambio centrales.
Un mecanismo de crédito creado gracias a la transferencia del 20% de las reservas de divisas y de oro de cada país a un fondo conjunto.
El SME supuso un cambio radical, pues obligaba a los países de la CEE a ajustar sus políticas monetarias y económicas y ayudaba tanto a crear una zona de creciente estabilidad monetaria como a relajar progresivamente los controles de capital.
La adopción del Acta Única Europea en 1986 representaba un nuevo estímulo hacia la moneda única y la UEM, pues establecía un calendario para la creación del mercado único y reafirma la necesidad de crear una unión económica y monetaria.
A partir de 1987, los reajustes de los tipos de cambio se hicieron cada vez menos frecuentes y las cotizaciones bilaterales frente al marco alemán se estabilizaron progresivamente.
Además, en este período se amplió el número de países que integraban el mecanismo de cambios del SME, al incorporarse España (en 1989), el Reino Unido (en 1990) y Portugal (en 1992).
El SME consiguió sus objetivos: una elevada estabilidad cambiaria en Europa -extendida a un área cada vez mayor- y, en parte como consecuencia de ello, una cierta convergencia nominal acompañada por un progreso gradual -pero imparable-, hacia la libre circulación de capitales.

### El Informe Delors
En 1988, el Consejo Europeo invitó a un comité de expertos en política monetaria, formado por los gobernadores de los bancos centrales de los países de la Comunidad Europea, a que propusiera las medidas necesarias para establecer la UEM.
El resultado fue el denominado Informe Delors, que se aprobó en la cumbre de Madrid de junio de 1989, y que recomendaba un plan de tres etapas para alcanzar el objetivo. Quedaba por establecer aún el marco jurídico de la UEM.
El 7 de febrero de 1992, con la firma del Tratado de la Unión Europea (TUE) en Maastricht, se constituyó la Unión Europea (UE) y se añadió a los tratados fundacionales de las comunidades europeas un nuevo capítulo dedicado a la política económica y monetaria. Éste sentaba las bases de la UEM e indicaba un procedimiento y un calendario para su creación.
Algunas incertidumbres políticas sobre el proyecto provocaron en el SME una gran crisis durante 1992 y 1993. Hubo varios reajustes de las cotizaciones centrales de las monedas integradas y en septiembre de 1992 se produjo la salida temporal del sistema de Italia y del Reino Unido. En agosto de 1993, se amplió la banda de fluctuación desde el ± 2,25% anterior hasta el ± 15%, ante los fuertes movimientos especulativos contra las monedas europeas.
Esta medida ayudó al SME, que volvió a funcionar satisfactoriamente, y animó a ingresar en el mecanismo cambiario a cuatro nuevos países: Italia, Austria, Finlandia y Grecia.

### Desaparición
El SME duró hasta 1999, cuando fue sucedido por la Unión Económica y Monetaria (UEM) y los tipos de cambio de los países que ingresarían en la eurozona se fijaron frente a la nueva moneda, el euro. El Mecanismo de Tipos de Cambio (MTC) fue reemplazado al mismo tiempo por el actual Mecanismo de Tipos de Cambio (MTC II).